# المعقم بني قحيم (كشر)

تعديل مصدري - تعديل

المعقم بني قحيم هي إحدى قرى عزلة بني داوود بمديرية كشر التابعة لمحافظة حجة، بلغ تعداد سكانها 366 نسمة حسب تعداد اليمن لعام 2004.